# نوار صورتی (آلبوم لیل اوزی ورت)
نوار صورتی (به انگلیسی: Pink Tape) سومین آلبوم استودیویی انفرادی از رپر و خوانندهٔ آمریکایی لیل اوزی ورت می‌باشد که در ۳۰ ژوئن سال ۲۰۲۳ از سوی جنریشن نو و آتلانتیک رکوردز منتشر گردید.